# AGM-28 Hound Dog
Pour les articles homonymes, voir Hound Dog (homonymie).
L’AGM-28 Hound Dog était un missile de croisière supersonique à turboréacteur tiré depuis les airs. Il reçut initialement la désignation B-77, puis GAM-77, pour finalement être désigné AGM-28.
Au départ, il était prévu d'armer des avions B-52 de ces missiles en attendant le déploiement du Skybolt, missile balistique tiré depuis les airs. Cependant le programme Skybolt fut arrêté et le Hound Dog resta en service jusqu'à ce qu'il soit remplacé par des armes plus modernes, tels le SRAM et l'ALCM. Il fut retiré du service le 30 juin 1975 et le dernier missile fut détruit le 15 juin 1978 à Loring Air Force Base, dans le Maine.
Le missile reçut le surnom de « Hound Dog » en hommage à l'une des chansons d'Elvis Presley.

## Développement
Le développement du Hound Dog débuta le 15 mars 1956, lorsque l'US Air Force émit une demande désignée General Operational Requirement 148,, exigeant la conception et la production d'un missile de croisière air-sol supersonique dont la masse totale (réservoir rempli et pleinement armé) ne devait pas excéder 12 500 livres (5 670 kg), et qui devait être transportable par un bombardier B-52 Stratofortress. Un missile était installé sous chaque aile de l'avion, entre le fuselage et la nacelle de moteurs la plus proche. La mission principale du missile était d'aller détruire des éléments vitaux du système de défense aérienne soviétique présents sur la route du B-52, dans le but de lui ouvrir un passage vers sa cible principale.
L'importance de pouvoir pénétrer le système de défense aérienne soviétique a été affirmée par le sénateur américain John F. Kennedy lors d'un discours à l'American Legion à Miami, en Floride, le 18 octobre 1960 :
« Nous devons immédiatement prendre des mesures pour protéger notre force de frappe nucléaire contre une attaque surprise. Aujourd'hui, plus de 90 % de notre capacité de rétorsion est composée d'avions et de missiles situés sur des bases peu protégées, et dont la localisation est connue des Russes. Nous pouvons y parvenir en fournissant au SAC les moyens d'avoir un système d'alerte aérienne permanent, et en accélérant des projets tels celui du missile air-sol Hound Dog, qui va permettre aux bombardiers armés de pénétrer les défenses soviétiques.  »
— John F. Kennedy, 18 octobre 1960
Chance Vought et North American Aviation proposèrent tous deux le GAM-77 à l'US Air Force en juillet 1957. Chance Vought proposa une version du missile Regulus tiré depuis les airs.

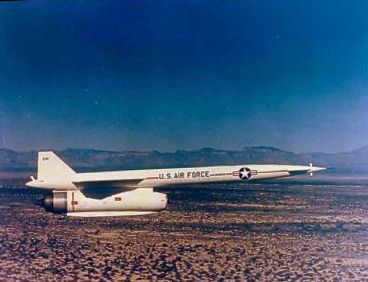
AGM-28 Hound Dog en vol.

## Conception

### Caractéristiques
Le 21 août 1957, North American Aviation signa le contrat d'approvisionnement pour développer le Weapon System 131B, un système d'armes qui incluait le missile Hound Dog.
Le moteur, la voilure et l'ogive du missile Hound Dog furent adaptés de ceux qui se trouvaient dans le SM-64 Navaho,. Le développement du missile Navaho, un missile de croisière intercontinental, avait été effectué de 1946 à 1958. La conception du Hound Dog se basait sur le véhicule aérien Navaho. Il possédait de petites ailes delta et des ailes canard à l'avant, lesquelles avaient été testées auparavant sur le Navaho G-38. Le Hound Dog était équipé du turboréacteur J52-P-3 de Pratt & Whitney, situé à l'arrière du fuselage dans une nacelle située sous le missile. Le J-52-P-3, au contraire du J52 que l'on trouve dans le Skyhawk ou l'Intruder, était optimisé pour fonctionner à sa pleine puissance pendant tout le vol du missile, disposant à cet effet d'une entrée d'air à section variable. Pour cette raison, la durée de vie du moteur était de six heures au maximum.
Le système de guidage inertiel N5G, dérivé du N-6 fourni par Autonetics, une division de North American, pour le Navaho était également embarqué dans le Hound Dog. Un système de navigation stellaire de Kollsman Instruments, que l'on trouvait dans les B-52, était mis à profit pour corriger les erreurs d'orientation d'inertie pendant que le Hound Dog était transporté par le bombardier. Le système de guidage inertiel du Hound Dog pouvait être mis à profit pour déterminer la position du bombardier une fois qu'il était calibré et « mis à niveau », ce qui prenait 90 minutes. Le missile avait une erreur circulaire probable de 3,7 km, importante mais toutefois acceptable pour un missile armé d'une ogive nucléaire de cette puissance.
Le Hound Dog transportait l'ogive thermonucléaire W28. La puissance explosive de cette ogive allait de 70 kilotonnes à 1,45 mégatonne. La détonation de l'ogive pouvait se faire par contact ou par explosion à une altitude prédéterminée. La détonation par explosion était utilisée lorsque la cible était grande. La détonation par contact était utilisée lorsque la cible présentait une surface solide, comme un site de tir de missiles ou un centre de commandement.
Le missile pouvait être tiré depuis une haute ou une basse altitude, mais pas en dessous de 5 000 pieds. Trois profils de mission étaient disponibles au début du programme :
- Attaque à haute altitude : Le missile vole à haute altitude (jusqu'à 17 069 m selon la quantité de carburant embarquée) jusqu'à la cible, puis descend à une altitude prédéterminée, où l'ogive explose ;
- Attaque à basse altitude : Le missile vole à basse altitude (sous les 5 000 pieds pieds, soit 1 524 m) jusqu'à la cible, où l'ogive explose. Dans ce profil, la distance parcourue est réduite d'environ 644 km et le missile n'effectue pas de suivi de terrain. Pour cette raison, le parcours ne devait pas présenter d'obstacles élevés ;
- Attaque « Dog Leg » : Le missile volait vers une destination leurre (peu importe qu'il soit à basse ou haute altitude). À cet endroit, il modifiait sa course pour se diriger vers la cible finale. Le but était d'éloigner les avions d'interception de la cible.

### Premiers essais et livraisons
Le premier lancement du Hound Dog, sans armement, fut effectué en novembre 1958. 52 missiles GAM-77A furent tirés pour validation opérationnelle et à des fins d'entraînement entre le 23 avril 1959 et le 30 août 1965. Les tirs se faisaient à Cape Canaveral Air Force Station, à Eglin Air Force Base et au Centre de lancement de White Sands. Le développement du GAM-77 fut réalisé en seulement 30 mois.
North American Aviation obtint le contrat d'approvisionnement le 16 octobre 1958. Le premier missile de production fut livré à l’US Air Force le 21 décembre 1959. Lorsque la production du missile fut arrêtée en mars 1963, un total de 722 Hound Dogs avait été livré par North American à l’Air Force.

### Évolutions
En mai 1961, une version améliorée du missile, le GAM-77A, fut testée pour la première fois. Il avait une signature radar latérale réduite. Le Hound Dog avait déjà une signature radar frontale réduite à cause de sa voilure et de ses ailes, et la nouvelle signature fut obtenue en remplaçant le nez, l'entrée d'air et l'enveloppe du moteur par de nouveaux éléments qui diffractaient ou absorbaient les ondes radar.
Le GAM-77A contenait aussi un nouveau système de navigation stellaire de Kollsman Instruments, le KS-140, qui était intégré au système de guidage inertiel N-6. Cette unité remplaça le système de navigation stellaire qui se trouvait à bord du B-52. La capacité du réservoir de carburant fut augmentée. Un altimètre assisté par radar fut également ajouté pour que le Hound Dog puisse évoluer sur un terrain accidenté. 428 missiles ont subi une mise à niveau vers le standard GAM-77A.
En juin 1963, les missiles GAM-77 et GAM-77A furent respectivement renommées AGM-28A et AGM-28B.
Un Hound Dog a été utilisé pour valider le système de navigation Terrain Contour Matching (TERCOM) en 1971. Il semblerait que la désignation AGM-28C était réservée pour cette version si son développement avait été prolongé. Bien qu'aucun Hound Dog avec TERCOM n'ait été déployé, cette technologie a servi dans l'AGM-86 ALCM et plus tard dans le célèbre Tomahawk.
En 1972, Bendix Corporation (en) obtint un contrat pour développer un système de guidage furtif vers des sources d'émissions radar. Ce système passif permet au missile de se diriger vers une station radar sans se faire détecter. Un Hound Dog avec ce système fut testé en 1973, mais il ne fut jamais déployé.

## Mise en service

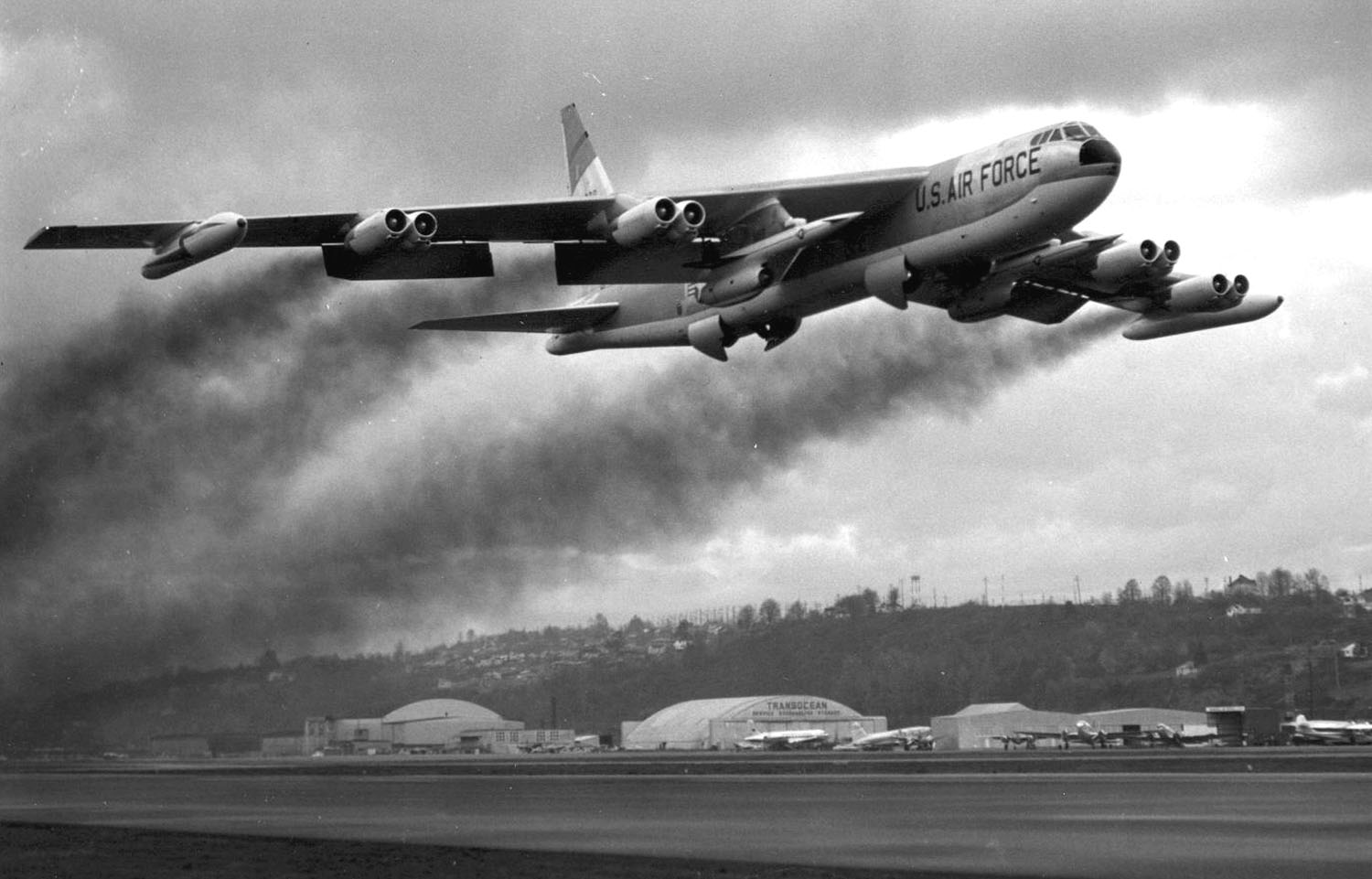
Décollage d'un B-52F équipé de missiles AGM-28 Hound Dog.

Le 21 décembre 1959, le général Thomas S. Power, commandant en chef du Strategic Air Command (SAC), prît officiellement livraison d'un premier lot de missiles Hound Dog. Deux mois plus tard, en février, le premier Hound Dog fut tiré à Eglin Air Force Base.
En juillet 1960, le Hound Dog n'était opérationnel que dans un seul avion B-52. Il fut utilisé pour la première fois à l'intérieur du système d'alerte aérienne en janvier 1962. La même année, le SAC mit en place les escadrilles d'entretien des missiles, dans le but de maintenir en service à la fois les Hound Dog et les missiles leurres ADM-20 Quail. Son déploiement s'acheva en août 1963 : 29 wings de bombardiers B-52 transportaient alors des Hound Dog.
En 1960, le SAC développa des procédures pour que le B-52 puisse profiter de la poussée du moteur du Hound Dog quand le missile était attaché à l'aile de l'avion. Le réservoir à carburant du missile pouvait être rempli à partir des réservoirs d'ailes du B-52.

## Carrière opérationnelle
Un missile Hound Dog s'est écrasé près de la ville de Samson, en Alabama à la suite de son autodestruction manquée après un tir d'essai à Eglin AFB. En 1962, un autre s'est écrasé au sol pendant une vérification de routine de l'aile d'un B-52.
Le 22 septembre 1966, le secrétaire à la Défense Robert McNamara recommanda de retirer les AGM-28A. Les AGM-28B seraient maintenus en service en attendant les résultats du programme TERCOM. Le dernier missile fut retiré du service le 15 juin 1978. Aucun missile ne fut tiré en conditions de combat réelles.
| Année  | 1959 | 1960 | 1961 | 1962 | 1963 | 1964 | 1965 | 1966 | 1967 | 1968 | 1969 | 1970 | 1971 | 1972 | 1973 | 1974 | 1975 | 1976 | 1977 | 1978 |
| Nombre | 1    | 54   | 230  | 547  | 593  | 593  | 542  | 548  | 477  | 312  | 349  | 345  | 340  | 338  | 329  | 327  | 308  | 288  | 249  | 0    |

### Note
1. ↑  Traduction libre de (en) We must take immediate steps to protect our present nuclear striking force from surprise attack. Today, more than 90 percent of our retaliatory capacity is made up of aircraft and missiles which have fixed un-protectable bases whose location is known to the Russians. We can only do this by providing SAC with the capability of maintaining a continuous airborne alert and by pressing projects such as the Hound Dog air-ground missile which will enable manned bombers to penetrate Soviet defenses with their weapons. (en) AGM-28 Missile Memos Consulté le 8 octobre 2007.

### Sources
- (en) Andreas Parsch, Hound Dog, Encyclopedia Astronautica. Consulté le 8 octobre 2007. Essai historique
- (en) Indoor Exhibits, Travis Air Museum. Consulté le 8 octobre 2007.
- (en) The Navaho Project - A Look Back, North American Aviation Retirees Bulletin, Summer 2007.
- (en) Complete List of All U.S. Nuclear Weapons, Nuclear Weapon Archive. Consulté le 13 octobre 2007.
- (en) Hound Dog Fact Sheet, Space Line. Consulté le 14 octobre 2007.
- (en) GAM-77 Hound Dog Missile, Boeing Corporation. Consulté le 14 octobre 2007.
- (en) North American AGM-28B Hound Dog, Aviation Enthusiast Corner. Consulté le 21 octobre 2007.